# Wybory parlamentarne w Mołdawii w 2021 roku
Przyspieszone wybory parlamentarne w Mołdawii w 2021 roku zostały przeprowadzone 11 lipca 2021 roku.

## Wyniki[1]
| Nazwa partii                         | Liczba głosów | Procent głosów | Miejsca w parlamencie |
| ------------------------------------ | ------------- | -------------- | --------------------- |
| Partia Akcji i Solidarności (PAS)    | 774 754       | 52,80%         | 63                    |
| Blok Komunistów i Socjalistów (BECS) | 398 678       | 27,17%         | 32                    |
| Partia Șor (MR)                      | 84 185        | 5,74%          | 6                     |